# Kloster Öhningen

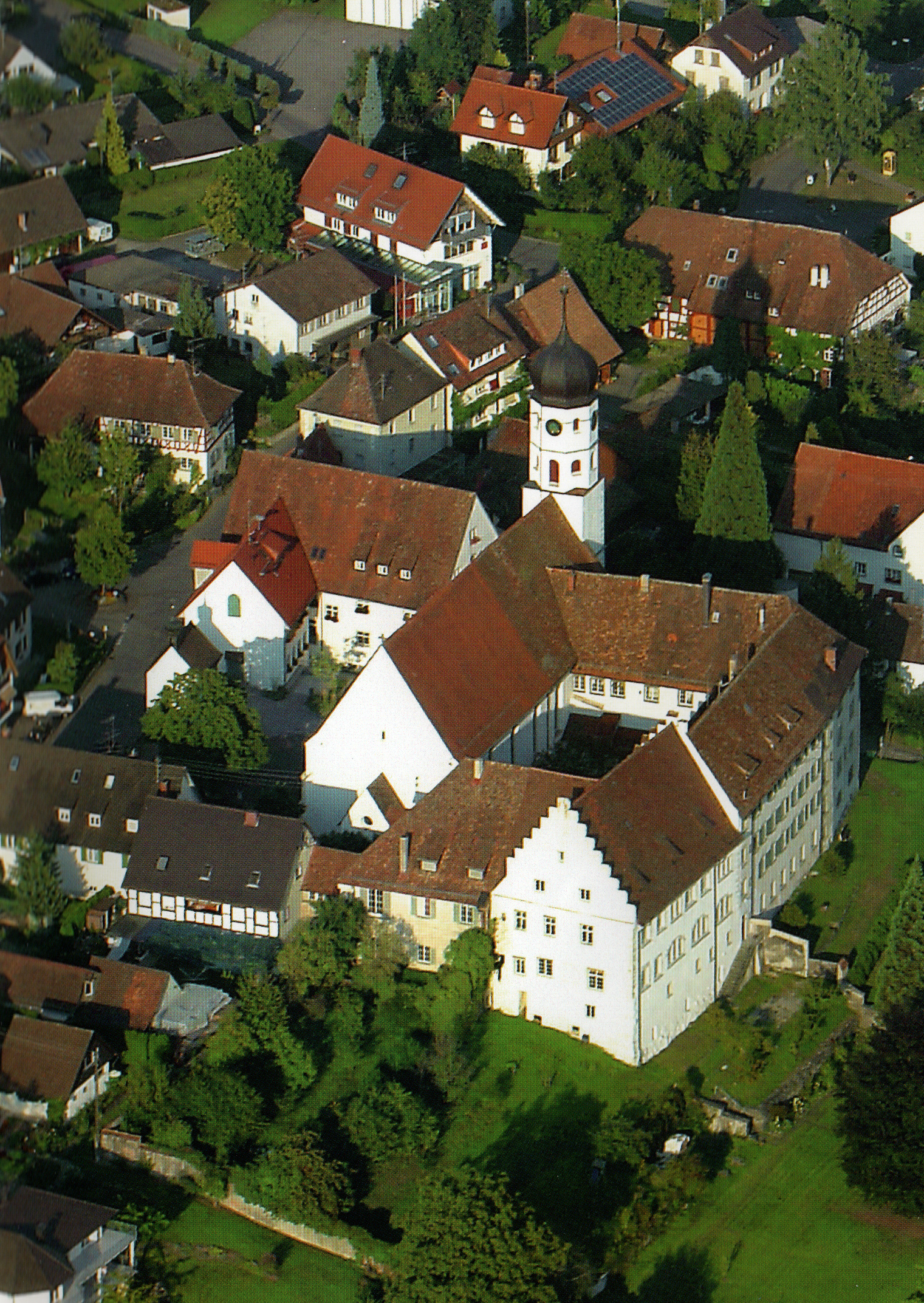
Ehemaliges Chorherrenstift Öhningen (2020)

Das Kloster Öhningen ist ein ehemaliges Benediktinerkloster und Augustiner-Chorherrenstift in Öhningen im Landkreis Konstanz.

## Geschichte
Das Kloster Öhningen wurde nach Überlieferung einer nachdatierten Urkunde des 12. Jahrhunderts im Jahr 965 von Graf Kuno als Benediktinerkloster gegründet. Bereits vor 1145 sind Augustiner nachweisbar, ab 1378 wurde das Kloster durch Inkorporation in das Bistum Konstanz als Augustiner-Chorherrenstift weitergeführt. Die Aufhebung des Stifts erfolgte in den Jahren 1802 bis 1805 infolge der Säkularisierungswelle nach der Französischen Revolution durch Napoleon.
Bereits um 1188 wurde von einem Neubau berichtet. 1516 wurde der Konventbau neu errichtet. Fürstbischof Jakob Fugger von Kirchberg ließ 1604 bis 1626 die Stift-Kirche St. Hippolyt und Verena im Stil der Spätrenaissance neu erbauen. Fürstbischof Johannes Franz Vogt von Altensummerau und Praßberg (1645–1689) ließ nach Kriegsschäden das obere Vogthaus neu errichten. Der Orgelbauer Johann Christoph Albrecht aus Waldshut sollte 1707 im Auftrag von Fürstbischof Johann Franz Schenk von Stauffenberg eine neue Orgel errichten, der Plan wurde jedoch nicht ausgeführt.

## Aktuelle Situation
Die Gebäude und die Kirche bestehen bis heute. Die ehemalige Stiftskirche ist heute die Katholische Pfarrkirche St. Hippolyt und Verena. Die ehemalige Vogtei des Klosters wurde 2004 umfassend renoviert und dient heute als Rathaus.

## Wappen
Das Wappen ist nach einem erhaltenen Scheibenriss zu einem Glasgemälde (vermutlich von Hans Leu der Ältere um 1520) viergeteilt und hat in zwei diagonalen Feldern den Reichsapfel und in den beiden anderen eine Adler und zwei einen Schlüssel haltende Arme.